# 마지저수지
마지저수지는 경기도 파주시 법원읍 직천리에 있는 저수지이다. 1977년에 착공하여 1979년에 준공되었다. 시설관리자는 한국농어촌공사이다.

## 저수지 규모
- 유역면적 : 1,420ha
- 저수량 : 3,322천m3
- 관개면적 : 306.6ha

## 시설 제원
- 제방 : 흙댐 (필댐), 길이  256m, 높이 30m
- 물넘이 : 측수로식, 길이 47m, 높이 1.5m

## 주변 관광지
- 자운서원
- 임진강폭포어장